# Pogonarthron tschitscherini
Pogonarthron tschitscherini är en skalbaggsart som först beskrevs av Semenov 1890.  Pogonarthron tschitscherini ingår i släktet Pogonarthron och familjen långhorningar. Inga underarter finns listade i Catalogue of Life.